# Rivolta di Khost (1924-1925)
La rivolta di Khost (1924-1925) nota anche come Rivolta dei Mangali del 1924, rivolta khostana o rivolta mangaliana fu una rivolta scoppiata contro l'occidentalizzazione e le riforme modernizzatrici volute da re Amanullah Khan dell'Afghanistan. La rivolta iniziò nella Provincia Meridionale dello stato nel marzo del 1924 e continuò fino al gennaio del 1925. Inizialmente alle truppe governative si oppose la sola tribù dei Mangali, a cui si aggiunsero poi le tribù Sulaiman Khel, Ali Khel, Jaji, Jadran e Ahmadzai. La rivolta venne infine repressa dal governo afghano nel gennaio del 1925.
Fu il primo conflitto a coinvolgere l'aviazione afghana.

## Antefatto
Prima del 1924, la città di Khost si era ribellata già due volte: la prima rivolta aveva avuto luogo tra il 1856 ed il 1857 e venne combattuta dai Khostwal e dai Waziri contro il governo di Dost Mohammad Khan. La seconda rivolta ebbe luogo nel 1912 e venne portata avanti dai Mangali, dai Jadran e dai Ghilzai contro la "rapacità e le esazioni" del governatore locale, con contestazioni anche al regno di Habibullah Khan da parte di Jehandad Khan.
La rivolta del 1924 venne motivata da diverse ragioni, inclusa l'opposizione all'occidentalizzazione delle riforme portate avanti da re Amanullah Khan dell'Afghanistan, che con un codice promulgato nel 1923 chiamato "Nizamnama" aveva dato più diritti e libertà alle donne, permettendo al governo di regolare altre questioni della vita sociale che in precedenza erano gestite in ambito familiare o che erano gestite direttamente dalle autorità religiose, come ad esempio delle restrizioni sulla pratica della poliginia, l'abolizione del matrimonio con bambini, l'imposizione di una tassa sulla proprietà, punizioni severe per funzionari e ufficiali militari corrotti, come pure per i giudici.
Secondo lo storico afghano contemporaneo Fayz Muhammad, la causa immediata dalla rivolta fu una disputa, in cui un uomo della tribù Mangali disse di aver subito un tradimento da una donna, con la quale asseriva di essere fidanzato sin da bambino. Alcuni nemici di quest'uomo si recarono dal governatore della provincia locale, Amr al-Din, e dal magistrato Abdullah e discussero quel fatto. Col consenso della donna, Amr-al Din rigettò le richieste dell'uomo, anche se il magistrato disse che ciò violava apertamente le norme della sharia. Fu probabilmente il magistrato a dare inizio alla rivolta.

## La rivolta

### L'inizio della rivolta
(Ambasciatore inglese a Kabul, nel suo rapporto a Londra.)
A metà marzo del 1924 la città di Khost, dove le proteste erano già iniziate nell'autunno del 1923, entrò in aperta rivolta contro il governo, sotto la guida di Mullah Abd Allah. Facendo appello all'onore e al Paradiso per i veri musulmani, il mullah riuscì a sollevare tutte le tribù della Provincia Meridionale contro il governo afghano. Inizialmente, il governo non prese in seria considerazione la rivolta, ma sul finire del marzo del 1924 comprese la gravità della situazione.
Dalla metà di aprile l'intera Provincia Meridionale iniziò a partecipare attivamente alla rivolta. In quello stesso mese, le forze leali a re Amanullah riuscirono a battere i ribelli, ma non a sconfiggerli completamente. I ribelli ebbero poi il sostegno dalle tribù degli Alikhel e dei Sulaimankhel. Il 22 aprile i ribelli riuscirono a cogliere di sorpresa un intero reggimento governativo, infliggendogli pesanti perdite contro solo 20 morti dei loro. Il 27 aprile, in una battaglia non decisiva, i ribelli persero 60 uomini contro 7 governativi e 27 feriti. Con l'aumento della resistenza il governo afghano inviò una propria delegazione ai ribelli, per illustrare loro il fatto che le riforme volute da re Amanullah non fossero in conflitto con le norme della Sharia, ma questi negoziati non diedero i frutti sperati. A maggio continuarono i combattimenti, con 117 morti ribelli e 365 feriti, contro 17 morti governativi e 27 feriti, anche se questi dati vennero ritenuti non veritieri dagli osservatori delle potenze straniere che seguivano il conflitto.

### La Loya Jirga
Nel corso della rivolta Amanullah convocò un'assemblea di circa 1000 tra capi tribali e religiosi, nota col nome di loya jirga, che riteneva potesse legittimare le sue riforme contro le pretese del mullah e dei rivoltosi. Con sua sorpresa la maggioranza dell'assemblea chiese l'annullamento delle riforme, il che portò Amanullah a dover ritirare, seppur riluttante, alcune delle sue riforme all'inizio di giugno. Il 24 giugno ripresero i combattimenti.

### L'ascesa di Abd-al Karim
Nel luglio di quello stesso anno, Abd-al Karim, figlio dell'ex emiro dell'Afghanistan che era stato costretto all'esilio nel 1879, attraversò il confine dell'India britannica dove si trovava entrando in Afghanistan per assumere la guida dei rivoltosi e aspirare nuovamente al trono afghano. Alla fine del mese, i rivoltosi tagliarono le linee di comunicazione tra Kabul e Gardiz ed avanzarono nella parte meridionale della valle del Logar. Nel contempo, il mullah Abdullah venne sostituito da Abd-al Karim come capo della rivolta. Il 13 luglio ci fu una battaglia dove l'esercito regio perse 250 uomini.
Habibullāh Kalakāni, futuro emiro dell'Afghanistan, combatté in questo conflitto. All'epoca apparteneva all'esercito regolare afghano che serviva con distinzione.  Kalakāni disertò poco dopo l'esercito, e dopo aver lavorato per qualche tempo a Peshawar si spostò a Parachinar (sul confine) dove venne arrestato e condannato a undici mesi di carcere.
Ali Ahmad Khan, che aveva già giocato un ruolo importante nei negoziati del controverso trattato anglo-afghano del 1919 che aveva posto fine alla terza guerra anglo-afghana chiese alle tribù degli Khogyani e dei Shinwari di aiutarlo a reprimere la ribellione.
Babrak Khan, capo degli Zadran, morì in questo conflitto. Gli succedette al comando suo figlio Mazrak.
Nell'autunno del 1924, la rivolta raggiunse il proprio apice.

### La fine della rivolta
L'11 agosto del 1924, re Amanullah dichiarò la guerra santa contro i ribelli. Il 25 agosto, le forze ribelli riuscirono ad attaccare Kulangar, distruggendovi due battaglioni di truppe governative. Pesanti combattimenti ebbero luogo anche nella Provincia Meridionale tra il 23 ed il 26 agosto, e quattro giorni dopo 1500 uomini al comando di Mir Zamer Khan disertarono
passando con i governativi. Il 16-17 settembre, le forze di Zamer Khan inflissero una pesante sconfitta ai ribelli, uccidendo 400-500 uomini contro 100 dei propri. Questa sconfitta spinse gli Ahmadzai a ritirarsi dalla rivolta. Dal 18 al 21 settembre, il governo ingaggiò una forza di 3000 uomini composti da uomini delle tribù Sulaimankhel, Mangal e Zadran. Ad ottobre, i ribelli iniziarono a marciare in direzione di Kabul. Il 9-10 novembre, una incursione di 500-600 ribelli riuscì ad infliggere 50-65 morti alle truppe governative. La ribellione infine terminò il 30 gennaio 1925 con l'imprigionamento e l'esecuzione di 40 capi ribelli. Abd-al Karim sfuggì alla cattura e tornò nell'India britannica. Tom Lansford attribuisce la sconfitta dei ribelli alla superiorità di armi e formazione dell'esercito regio afghano. Louis Dupree invece ne attribuisce la sconfitta all'intervento degli inglesi che vendettero al governo afghano i primi aerei che andarono a costituire la sua aviazione, il che ebbe un "effetto sorprendente sulle forze ribelli, quando questi apparvero sulla scena bombardando e mitragliando i ribelli."

## Conseguenze
Lo storico contemporaneo Fayz Muhammad disse che la rivolta fu soppressa "solo con gran difficoltà", 14 000 persone morirono, ed il governo afghano perse attorno ai 5 000 000 di dollari. Per quanto la rivolta fosse fallita nei suoi intenti, riuscì a ritardare molte delle riforme volute dal sovrano dell'Afghanistan sino al 1928.
La sconfitta della rivolta di Khost venne seguita da una rappresaglia contro il popolo Mangali. 1515 uomini vennero giustiziati, 600 donne vennero allontanate da Kabul e 3000 case vennero incendiate e rase al suolo. Nella piazza centrale di Kabul venne eretto il Khost Monument per celebrare "il trionfo della conoscenza sull'ignoranza".
Secondo Waseem Raja, "la rivolta di Khost fu importante per due ragioni. La prima rivelò la debolezza dell'esercito afghano che appariva ancora scarsamente formato, sottopagato e mancante delle necessarie cure mediche appropriate. Inoltre vi era un crescente malcontento tra gli ufficiali più anziani molti dei quali vennero sostituiti da giovani ufficiali educati in Europa. Questi si risentivano in particolare del fatto che le varie modernizzazioni avessero ridotto le già scarse finanze dell'emiro a spese dell'esercito. La rivolta iniziò a creare delle crepe divisive nel paese, un deterioramento della macchina amministrativa, in particolare nelle province, e a far nascere una serie di disordini in tutto l'Afghanistan. La dipendenza di Amanullah dalle tribù nel sopprimere la rivolta incrementò il già loro preponderante potere."

## Il coinvolgimento degli inglesi
Durante la rivolta, il governo afghano fece apparire i capi ribelli come traditori che cercavano solo di servire gli interessi degli inglesi, e che la lotta contro i rivoltosi doveva essere vista anche come una difesa dell'Afghanistan dall'influenza inglese. Nell'India britannica si ebbe il sospetto che l'Unione Sovietica stesse in qualche modo sostenendo finanziariamente e militarmente i ribelli, mentre in Unione Sovietica la colpa veniva data agli inglesi. Senzil Nawid scrisse che malgrado tali sospetti "non vi è attualmente alcuna evidenza che corrobori tali teorie".